# Georg Andreas Steltzner
Georg Andreas Steltzner, häufig auch Stelzner (* 18. Januar 1725 in Clausthal; † 17. Mai 1802 ebenda) war ein deutscher Bergbeamter.

## Leben
Georg Andreas Steltzner wurde als Sohn des späteren Obersteigers Johann Mathias Steltzner in Clausthal geboren. Er genoss keine höhere Bildung und trat 1737 im Alter von zwölf Jahren als Pochjunge in die Bergverwaltung ein, für die er später in verschiedenen Gruben, zuletzt als Kunstknecht in der Grube Haus Israel auf dem Burgstätter Gangzug in Clausthal, beschäftigt war. 1751 wurde er zum Untersteiger ernannt. 1763 hielt er sich zu Fortbildungszwecken vorübergehend in Freiberg auf. 1764 wurde er Obergeschworner, 1765 Unterbergmeister. Durch Rekript vom 15. April 1765 wurde ihm der Charakter und Rang eines Oberbergmeisters verliehen. 1766 wurde er Vizeoberbergmeister, 1771 wirklicher Oberbergmeister bei den einseitigen Harzbergwerken (Bergamt Zellerfeld) und damit höchster technischer Beamter der Oberharzer Bergverwaltung.
1773 erfand Steltzner das Zeigerwerk (Teufenzeiger) zur Kontrolle der Schachtförderung, das bei der Caroliner Treiberei erstmals angewandt wurde. Besondere Verdienste erwarb er sich beim Bau des Tiefen Georg-Stollens zwischen Clausthal und der Bergstadt Grund, den er von 1777 bis zu seiner Pensionierung 1797 leitete. 1799 erlebte er noch den letzten Durchschlag des Stollens. Steltzner starb 1802 und wurde auf dem Friedhof in Clausthal beigesetzt.
Er erstellte bis 1794 eine umfangreiche Dokumentation über die Bautechniken im Oberharzer Wasserregal.

## Werke
- Aufzeichnungen zur Oberharzer Wasserwirtschaft mit technischen Einzelheiten. Erfassungszeitraum bis 1794. Herausgegeben von Hans-Hugo Nietzel. Piepersche Druckerei und Verlag, Clausthal-Zellerfeld 2003.